# Петербурзька кільцева автомобільна дорога

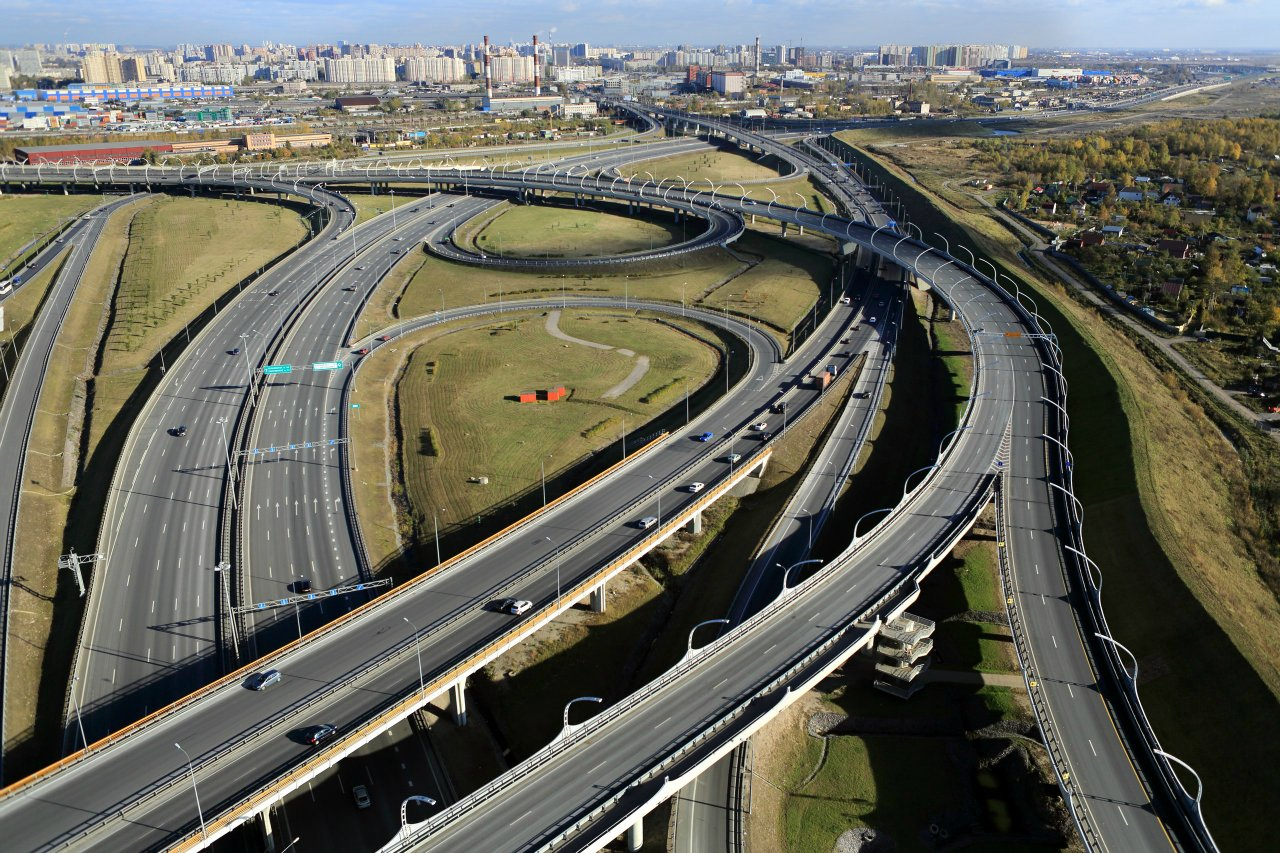
Розв'язка КАД, ЗШД, Дачного проспекту та Предпортової вулиці

Петербурзька кільцева автомобільна дорога (КАД) — автомобільна дорога загального користування федерального значення, що розташована на території Санкт-Петербургу та Ленінградської області. Велика частина дороги прямує в околицях адміністративної межі міста та області і є автомагістраллю. Довжина — 142,15 км.
Траса кільцевої дороги об'єднує транспортну систему регіону і з'єднує в одне ціле всі основні дорожні магістралі, що розходяться від центру Санкт-Петербурга в напрямку Гельсінкі, Мурманська, Москви, Києва і Таллінна.

## Характеристика дороги
- Загальна довжина КАД становить 116 км, а з врахуванням ділянки, яка проходить по Комплексу захисних споруд Петербурга від повеней — 141,15 км[1].
- Розрахункова швидкість руху — 120 км/год.
- Проектна пропускна властивість півкільця — 70—110 тис. автомобілів на добу.
- Кількість смуг руху — 4-8.
- Ширина проїжджої частини — 15-32 м.
- Ширина земляного полотна — 27,5-48 м.
- Кількість транспортних розв'язок — 18.
- Кількість мостів та шляхопроводів — 58.
- Кількість автодорожніх тунелів — 2.
- Вздовж дороги передбачені місця для гелікоптерних майданчиків.

## Маршрут

### Східне напівкільце КАД
| Кілометр               | Назва                                                                             | Тип  | Перетин доріг                          | Відкриття | Стан        |
| ---------------------- | --------------------------------------------------------------------------------- | ---- | -------------------------------------- | --------- | ----------- |
| Східне напівкільце КАД |                                                                                   |      |                                        |           |             |
| 0                      | Транспортна розв'язка в районі ст. Горська                                        |      | «Скандинавія» М10 E18                  | 2001      | Відкрита    |
| ?                      | Розв'язка на перетині ЗШД та КАД на півночі                                       |      | ЗШД                                    | 2013      | Відкрита    |
| ?                      | Розв'язка на перетині з продовженням Комендантського проспекту                    |      | Комендантський проспект                | 2011      | Відкрита    |
| ?                      | Транспортна розв'язка на перетині з Виборзьким шосе                               |      | Виборзьке шосе А122                    | 2001      | Відкрита    |
| ?                      | Транспортна розв'язка на перетині з проспектом Енгельса                           |      | Проспект Енгельса                      | 2007      | Відкрита    |
| ?                      | Транспортна розв'язка на перетині з проспектом Культури                           |      | Проспект Культури                      | 2006      | Відкрита    |
| ?                      | Транспортна розв'язка на перетині з Гражданським проспектом                       |      | Гражданський проспект                  |           | Перспектива |
| ?                      | Транспортна розв'язка у району Мурино                                             |      | Автодорога «Санкт-Петербург — Матокса» | 2007      | Відкрита    |
| ?                      | Транспортна розв'язка на перетині з Пискаревським проспектом                      |      | Пискаревський проспект                 | 2010      | Відкрита    |
| ?                      | Транспортна розв'язка на перетині з Шафировським проспектом                       |      | Шафировський проспект                  | 2006      | Відкрита    |
| ?                      | Беляєвський міст через річку Охту                                                 | Міст |                                        | 2008      | Відкрита    |
| ?                      | Транспортна розв'язка на перетині з Рябовським шосе                               |      | Рябовське шосе                         | 2008      | Відкрита    |
| ?                      | Розв'язка на перетині з Поперечною вулицею                                        |      | Поперечна вулиця                       |           | Перспектива |
| ?                      | Транспортна розв'язка на перетині з Колтушським шосе                              |      | Колтушське шосе                        | 2006      | Відкрита    |
| ?                      | Транспортна розв'язка на перетині з вул. Кржижановського                          |      | Вулиця Кржижановського                 |           | Перспектива |
| ?                      | Транспортна розв'язка на перетині з Мурманським шосе                              |      | Мурманське шосе Р21 E105               | 2006      | Відкрита    |
| ?                      | Транспортна розв'язка на перетині з Октябрською набережною                        |      | Октябрська набережна                   | 2007      | Відкрита    |
| ?                      | Великий Обухівський міст через річку Неву                                         | Міст |                                        | 2007      | Відкрита    |
| ?                      | Транспортна розв'язка на перетині з проспектом Обухівської Оборони                |      | Проспект Обухівської Оборони           | 2007      | Відкрита    |
| ?                      | Транспортна розв'язка на Софійській вулиці                                        |      | Софійська вулиця                       | 2009      | Відкрита    |
| ?                      | Транспортна розв'язка на перетині КАД з Московським шосе та Вітебським проспектом |      | Московське шосе М10 E105               | 2008      | Відкрита    |

### Західне напівкільце КАД
| Кілометр                | Назва                                                                  | Тип | Перетин доріг                                        | Відкриття | Примітка |
| ----------------------- | ---------------------------------------------------------------------- | --- | ---------------------------------------------------- | --------- | -------- |
| Західне напівкільце КАД |                                                                        |     |                                                      |           |          |
| ?                       | Транспортна розв'язка на перетині з Пулковським шосе                   |     | Пулковське шосе Р23 М20 E95                          | 2008      | Відкрита |
| ?                       | Розв'язка трьох магістралей                                            |     | ЗШД, Предпортова вулиця, Дачний проспект             | 2008      | Відкрита |
| ?                       | Транспортна розв'язка на перетині з урядовою трасою «Пулково — КАД»    |     | Урядова траса «Пулково - КАД»                        | 2013      | Відкрита |
| ?                       | Транспортна розв'язка на перетині з Таллінським шосе                   |     | Талліннське шосе, Волхонське шосе E20                | 2010      | Відкрита |
| ?                       | Розв'язка з продовженням вулиці Пионерстроя                            |     | Вулиця Пионерстроя                                   | 2010      | Відкрита |
| ?                       | Транспортна розв'язка на перетині з Красносельським шосе               |     | Красносельське шосе                                  | 2010      | Відкрита |
| ?                       | Транспортна розв'язка на перетині з Ропшинським шосе                   |     | Ропшинське шосе                                      | 2010      | Відкрита |
| ?                       | Транспортна розв'язка на перетині з автодорогою «Ольгино — Симоногонт» |     | Автодорога «Ольгино — Симоногонт»                    | 2010      | Відкрита |
| ?                       | Транспортна розв'язка на перетині з Гостилицьким шосе                  |     | Гостилицьке шосе                                     | 2010      | Відкрита |
| ?                       | Транспортна розв'язка на перетині з дорогою на м. Ломоносов            |     | Продовження Оранієнбаумського проспекту у Ломоносові | 2011      | Відкрита |
| ?                       | Транспортна розв'язка у Бронко                                         |     | Краснофлотське шосе А121                             | 2010      | Відкрита |
| ?                       | Південна ділянка дамби                                                 | КЗС |                                                      | 2011      | Відкрита |
| ?                       | Транспортна розв'язка у Кронштадті                                     |     | Кронштадтське шосе                                   | 2008      | Відкрита |
| ?                       | Північна ділянка дамби                                                 | КЗС |                                                      | 2010      | Відкрита |
| 0                       | Транспортна розв'язка в районі ст. Горська                             |     | «Скандинавія» М10                                    | 2005      | Відкрита |